# Ĩ
Cette page contient des caractères spéciaux ou non latins. S’ils s’affichent mal (▯, ?, etc.), consultez la page d’aide Unicode.
Ĩ (minuscule : ĩ, ou i̇̃ en lituanien), appelé I tilde, est un graphème utilisé dans l’écriture de l’apalai, du bariba, du boko, du guarani, du kaliko, du kikuyu, du koro wachi, du lituanien, du meru, de l’umbundu, du vietnamien, du zarma. Il s'agit de la lettre I diacritée d'un tilde.

## Utilisation
Le I tilde représente généralement la voyelle fermée antérieure non arrondie nasalisée /ĩ/.
En kikuyu, le I tilde ‹ ĩ › représente la voyelle mi-fermée antérieure non arrondie /e/, pour le différencier de la lettre I ‹ i › représentant la voyelle fermée antérieure non arrondie /i/.
En lituanien, le I ‹ I, i › peut être combiné avec un accent tilde indiquant une syllabe tonique, et celui-ci conserve son point en chef en bas de casse : ‹ Ĩ, i̇̃ ›.
En vietnamien, le tilde indique un ton montant glottalisé et le ‹ e › représente voyelle mi-ouverte antérieure non arrondie /ɛ/.

## Représentations informatiques
Le I tilde peut être représenté avec les caractères Unicode suivants
- précomposé (latin étendu additionnel) :

| formes    | représentations | chaînes de caractères | points de code | descriptions                    |
| --------- | --------------- | --------------------- | -------------- | ------------------------------- |
| capitale  | Ĩ               | Ĩ                     | U+0128         | lettre majuscule latine i tilde |
| minuscule | ĩ               | ĩ                     | U+0129         | lettre minuscule latine i tilde |

- décomposé (latin de base, diacritiques) :

| formes                | représentations | chaînes de caractères | points de code       | descriptions                                                          |
| --------------------- | --------------- | --------------------- | -------------------- | --------------------------------------------------------------------- |
| capitale              | Ĩ               | I◌̃                    | U+0049 U+0303        | lettre majuscule latine i diacritique tilde                           |
| minuscule             | ĩ               | i◌̃                    | U+0069 U+0303        | lettre minuscule latine i diacritique tilde                           |
| minuscule lituanienne | i̇̃               | i◌̇◌̃                   | U+0069 U+0307 U+0303 | lettre minuscule latine i diacritique point en chef diacritique tilde |